# Pernille Weiss
Pernille Weiss (ur. 12 marca 1968 w Gamborgu koło Middelfartu) – duńska polityk, pielęgniarka i menedżer, posłanka do Parlamentu Europejskiego IX kadencji.

## Życiorys
W 1992 ukończyła szkołę pielęgniarską w Odense, po czym pracowała w zawodzie m.in. w gminie Ejby. W 2004 została absolwentką nauk o zdrowiu na Uniwersytecie Południowej Danii, w 2008 uzyskała magisterium z zarządzania i innowacji w Handelshøjskolen i København. Od 1999 zajmowała się doradztwem w zakresie służby zdrowia. Od 2004 pracowała na menedżerskich stanowiskach w przedsiębiorstwach z tej branży. W 2008 zaczęła prowadzić własne przedsiębiorstwo pod nazwą ArchiMed.
Zaangażowała się w działalność polityczną w ramach Konserwatywnej Partii Ludowej. W latach 1996–2004 była radną okręgu Fionia. W wyborach europejskich w 2019 uzyskała mandat europosłanki IX kadencji.